# Équipe de Croatie de football à la Coupe du monde 2014
Cet article relate le parcours de l’équipe de Croatie de football lors de la Coupe du monde de football 2014 organisée au Brésil du 12 juin au 13 juillet 2014.

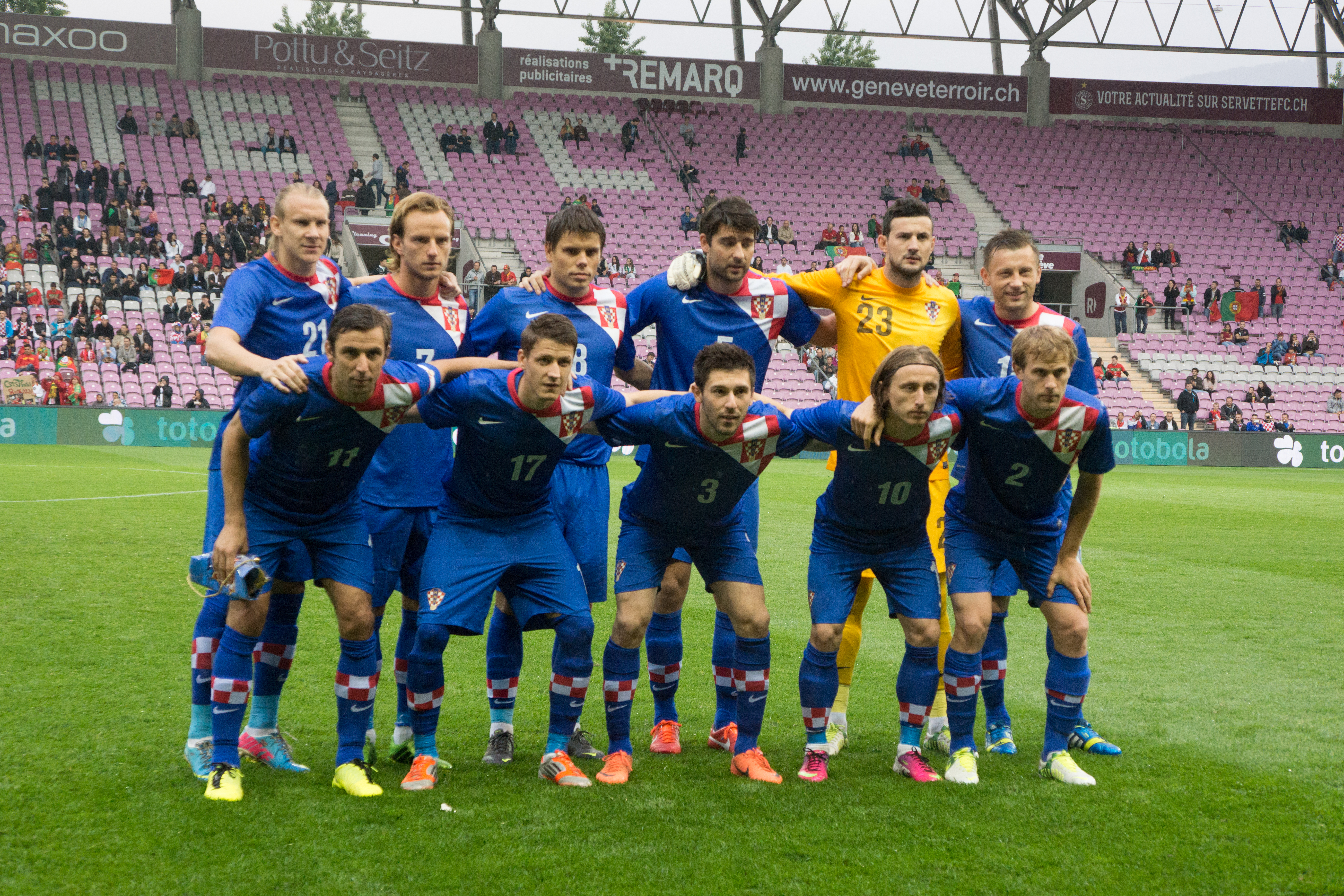
L'équipe de Croatie en 2013 à Genève.

Après l'Euro, la Fédération croate de football choisit un nouveau président en la personne du meilleur buteur de tous les temps de la sélection croate, Davor Šuker qui remplace Vlatko Marković. À la suite d'une réunion officielle à Zagreb, c'est Igor Štimac, ancien défenseur et consultant sportif, qui est choisi pour entrainer l'équipe nationale.
Sous ses ordres, la Croatie réalise un début de parcours tonitruant dans un groupe pourtant relevé avec la Belgique et sa génération dorée, la Serbie, grande rivale, la Macédoine, l'Écosse et le pays de Galles. Battant deux fois la Macédoine (1-0 ; 2-1), le pays de Galles (2-0 ; 2-1), la Serbie (2-0), revenant de Belgique avec un nul (1-1), la Croatie bondit au classement FIFA à la quatrième place derrière l'indétrônable trio Espagne-Allemagne-Argentine. Dans leur poule, les Vatreni ont le même nombre de points que les Diables rouges et le match Croatie-Belgique à Zagreb en octobre a des airs de finale.
Pourtant, les choses vont s'éclaircir avant. Au mois de juin, à Zagreb, la Croatie est battue par une Écosse déjà éliminée (0-1) puis s'effondre contre la Serbie (1-1), la Belgique (1-2) et une nouvelle fois l'Écosse (0-2). Igor Štimac ne résiste pas à cette série de défaites et remet sa démission. Il est remplacé par l'ancien capitaine de la sélection, Niko Kovač, qui était jusqu'alors le sélectionneur des espoirs.
L'équipe nationale termine à la deuxième place du groupe A avec 17 points, et passe par les matchs de barrage pour se qualifier. La Croatie élimine l'Islande sur le score cumulé de deux buts à zéro et se qualifie donc pour la Coupe du monde de 2014 huit ans après sa dernière participation à la compétition.
Le premier match de la Croatie sera le match d'ouverture de la Coupe du monde et aura lieu à l'Arena Corinthians de São Paulo contre le Brésil, pays hôte de la compétition. Se trouvent également dans le groupe A le Mexique, qui est passé par les barrages inter-zone pour se qualifier, et le Cameroun.

## Préparation de l'événement

### Qualification

#### Groupe de qualification
| Rang | Équipe            | Pts | J  | G | N | P | Bp | Bc | Diff |  | Résultats (▼ dom., ► ext.) |     |     |     |     |     |     |
| ---- | ----------------- | --- | -- | - | - | - | -- | -- | ---- |  | -------------------------- | --- | --- | --- | --- | --- | --- |
| 1    | Belgique          | 26  | 10 | 8 | 2 | 0 | 18 | 4  | +14  |  | Belgique                   |     | 1-1 | 2-1 | 2-0 | 1-1 | 1-0 |
| 2    | Croatie           | 17  | 10 | 5 | 2 | 3 | 12 | 9  | +3   |  | Croatie                    | 1-2 |     | 2-0 | 0-1 | 2-0 | 1-0 |
| 3    | Serbie            | 14  | 10 | 4 | 2 | 4 | 18 | 11 | +7   |  | Serbie                     | 0-3 | 1-1 |     | 2-0 | 6-1 | 5-1 |
| 4    | Écosse            | 11  | 10 | 3 | 2 | 5 | 8  | 12 | -4   |  | Écosse                     | 0-2 | 2-0 | 0-0 |     | 1-2 | 1-1 |
| 5    | Pays de Galles    | 10  | 10 | 3 | 1 | 6 | 9  | 20 | -11  |  | Pays de Galles             | 0-2 | 1-2 | 0-3 | 2-1 |     | 1-0 |
| 6    | Macédoine du Nord | 7   | 10 | 2 | 1 | 7 | 7  | 16 | -9   |  | Macédoine du Nord          | 0-0 | 1-2 | 1-0 | 1-2 | 2-1 |     |

| 1er match                                                    | Croatie     | 1 – 0   | Macédoine du Nord |                                                                         |                                                                         |
| 7 septembre 2012 · 20 h 15 UTC+2 · Historique des rencontres | Jelavić 69e | (0 - 0) |                   | Stade Maksimir, Zagreb Spectateurs : 13 833 Arbitrage : Alon Yefet (en) | Stade Maksimir, Zagreb Spectateurs : 13 833 Arbitrage : Alon Yefet (en) |
| 7 septembre 2012 · 20 h 15 UTC+2 · Historique des rencontres | Rapport     |         |                   | Stade Maksimir, Zagreb Spectateurs : 13 833 Arbitrage : Alon Yefet (en) | Stade Maksimir, Zagreb Spectateurs : 13 833 Arbitrage : Alon Yefet (en) |

| 2e match                                                      | Belgique     | 1 – 1   | Croatie    |                                                                                         |                                                                                         |
| 11 septembre 2012 · 20 h 45 UTC+2 · Historique des rencontres | Gillet 45+1e | (1 - 1) | 6e Perišić | Stade Roi-Baudouin, Bruxelles Spectateurs : 39 987 Arbitrage : Alberto Undiano Mallenco | Stade Roi-Baudouin, Bruxelles Spectateurs : 39 987 Arbitrage : Alberto Undiano Mallenco |
| 11 septembre 2012 · 20 h 45 UTC+2 · Historique des rencontres | Rapport      |         |            | Stade Roi-Baudouin, Bruxelles Spectateurs : 39 987 Arbitrage : Alberto Undiano Mallenco | Stade Roi-Baudouin, Bruxelles Spectateurs : 39 987 Arbitrage : Alberto Undiano Mallenco |

| 3e match                                                    | Macédoine du Nord | 1 – 2   | Croatie                   |                                                                               |                                                                               |
| 12 octobre 2012 · 20 h 30 UTC+2 · Historique des rencontres | Ibraimi 16e       | (1 - 1) | 33e Ćorluka · 60e Rakitić | Philip II Arena, Skopje Spectateurs : 25 230 Arbitrage : Peter Rasmussen (en) | Philip II Arena, Skopje Spectateurs : 25 230 Arbitrage : Peter Rasmussen (en) |
| 12 octobre 2012 · 20 h 30 UTC+2 · Historique des rencontres | Rapport           |         |                           | Philip II Arena, Skopje Spectateurs : 25 230 Arbitrage : Peter Rasmussen (en) | Philip II Arena, Skopje Spectateurs : 25 230 Arbitrage : Peter Rasmussen (en) |

| 4e match                                                    | Croatie                     | 2 – 0   | Pays de Galles |                                                                            |                                                                            |
| 16 octobre 2012 · 20 h 00 UTC+2 · Historique des rencontres | Mandžukić 27e · Eduardo 57e | (1 - 0) |                | Stade Gradski vrt, Osijek Spectateurs : 17 500 Arbitrage : Alexandru Tudor | Stade Gradski vrt, Osijek Spectateurs : 17 500 Arbitrage : Alexandru Tudor |
| 16 octobre 2012 · 20 h 00 UTC+2 · Historique des rencontres | Rapport                     |         |                | Stade Gradski vrt, Osijek Spectateurs : 17 500 Arbitrage : Alexandru Tudor | Stade Gradski vrt, Osijek Spectateurs : 17 500 Arbitrage : Alexandru Tudor |

| 5e match                                                 | Croatie                  | 2 – 0   | Serbie |                                                                      |                                                                      |
| 22 mars 2013 · 18 h 00 UTC+1 · Historique des rencontres | Mandžukić 23e · Olić 37e | (2 - 0) |        | Stade Maksimir, Zagreb Spectateurs : 35 722 Arbitrage : Cüneyt Çakır | Stade Maksimir, Zagreb Spectateurs : 35 722 Arbitrage : Cüneyt Çakır |
| 22 mars 2013 · 18 h 00 UTC+1 · Historique des rencontres | Rapport                  |         |        | Stade Maksimir, Zagreb Spectateurs : 35 722 Arbitrage : Cüneyt Çakır | Stade Maksimir, Zagreb Spectateurs : 35 722 Arbitrage : Cüneyt Çakır |

| 6e match                                                 | Pays de Galles  | 1 – 2   | Croatie                  |                                                                      |                                                                      |
| 26 mars 2013 · 19 h 45 UTC+0 · Historique des rencontres | Bale 21e (pen.) | (1 - 0) | 77e Lovren · 87e Eduardo | Liberty Stadium, Swansea Spectateurs : 12 534 Arbitrage : Luca Banti | Liberty Stadium, Swansea Spectateurs : 12 534 Arbitrage : Luca Banti |
| 26 mars 2013 · 19 h 45 UTC+0 · Historique des rencontres | Rapport         |         |                          | Liberty Stadium, Swansea Spectateurs : 12 534 Arbitrage : Luca Banti | Liberty Stadium, Swansea Spectateurs : 12 534 Arbitrage : Luca Banti |

| 7e match                                                | Croatie | 0 – 1   | Écosse        |                                                                                       |                                                                                       |
| 7 juin 2013 · 20 h 15 UTC+2 · Historique des rencontres |         | (0 - 1) | 26e Snodgrass | Stade Maksimir, Zagreb Spectateurs : 25 016 Arbitrage : David Fernández Borbalán (en) | Stade Maksimir, Zagreb Spectateurs : 25 016 Arbitrage : David Fernández Borbalán (en) |
| 7 juin 2013 · 20 h 15 UTC+2 · Historique des rencontres | Rapport |         |               | Stade Maksimir, Zagreb Spectateurs : 25 016 Arbitrage : David Fernández Borbalán (en) | Stade Maksimir, Zagreb Spectateurs : 25 016 Arbitrage : David Fernández Borbalán (en) |

| 8e match                                                     | Serbie       | 1 – 1   | Croatie       |                                                                      |                                                                      |
| 6 septembre 2013 · 20 h 45 UTC+2 · Historique des rencontres | Mitrović 66e | (0 - 0) | 53e Mandžukić | Crvena Zvezda, Belgrade Spectateurs : 30 000 Arbitrage : Felix Brych | Crvena Zvezda, Belgrade Spectateurs : 30 000 Arbitrage : Felix Brych |
| 6 septembre 2013 · 20 h 45 UTC+2 · Historique des rencontres | Rapport      |         |               | Crvena Zvezda, Belgrade Spectateurs : 30 000 Arbitrage : Felix Brych | Crvena Zvezda, Belgrade Spectateurs : 30 000 Arbitrage : Felix Brych |

| 9e match                                                    | Croatie      | 1 – 2   | Belgique       |                                                                     |                                                                     |
| 11 octobre 2013 · 18 h 00 UTC+2 · Historique des rencontres | Kranjčar 83e | (0 - 2) | 15e 38e Lukaku | Stade Maksimir, Zagreb Spectateurs : 13 000 Arbitrage : Howard Webb | Stade Maksimir, Zagreb Spectateurs : 13 000 Arbitrage : Howard Webb |
| 11 octobre 2013 · 18 h 00 UTC+2 · Historique des rencontres | Rapport      |         |                | Stade Maksimir, Zagreb Spectateurs : 13 000 Arbitrage : Howard Webb | Stade Maksimir, Zagreb Spectateurs : 13 000 Arbitrage : Howard Webb |

| 10e match                                                   | Écosse                       | 2 – 0   | Croatie |                                                                       |                                                                       |
| 15 octobre 2013 · 20 h 00 UTC+1 · Historique des rencontres | Snodgrass 28e · Naismith 73e | (1 - 0) |         | Hampden Park, Glasgow Spectateurs : 30 172 Arbitrage : Ovidiu Haţegan | Hampden Park, Glasgow Spectateurs : 30 172 Arbitrage : Ovidiu Haţegan |
| 15 octobre 2013 · 20 h 00 UTC+1 · Historique des rencontres | Rapport                      |         |         | Hampden Park, Glasgow Spectateurs : 30 172 Arbitrage : Ovidiu Haţegan | Hampden Park, Glasgow Spectateurs : 30 172 Arbitrage : Ovidiu Haţegan |

#### Barrage
| CM - barrages                                          | Islande | 0 – 0   | Croatie |                                                                                      |                                                                                      |
| 15 novembre 2013 · 19 h 00 · Historique des rencontres |         | (0 – 0) | | Laugardalsvöllur, Reykjavik Spectateurs : 9 767 Arbitrage : Alberto Undiano Mallenco | Laugardalsvöllur, Reykjavik Spectateurs : 9 767 Arbitrage : Alberto Undiano Mallenco |
| 15 novembre 2013 · 19 h 00 · Historique des rencontres | Rapport |         | | Laugardalsvöllur, Reykjavik Spectateurs : 9 767 Arbitrage : Alberto Undiano Mallenco | Laugardalsvöllur, Reykjavik Spectateurs : 9 767 Arbitrage : Alberto Undiano Mallenco |
| 15 novembre 2013 · 19 h 00 · Historique des rencontres |         | Équipes | Pletikosa - Srna , Šimunić, Ćorluka, Pranjić - Perišić, Rakitić, Modrić, Iličević (Olić, 47e) - Mandžukić (Benko, 87e), Eduardo (Rebić, 72e) | Laugardalsvöllur, Reykjavik Spectateurs : 9 767 Arbitrage : Alberto Undiano Mallenco | Laugardalsvöllur, Reykjavik Spectateurs : 9 767 Arbitrage : Alberto Undiano Mallenco |

| CM - barrages                                          | Croatie | 2 – 0   | Islande |                                                                       |                                                                       |
| 19 novembre 2013 · 20 h 15 · Historique des rencontres | Mandžukić 27e · Srna 47e | (1 – 0) |         | Stade Maksimir, Zagreb Spectateurs : 22 612 Arbitrage : Björn Kuipers | Stade Maksimir, Zagreb Spectateurs : 22 612 Arbitrage : Björn Kuipers |
| 19 novembre 2013 · 20 h 15 · Historique des rencontres | Rapport |         |         | Stade Maksimir, Zagreb Spectateurs : 22 612 Arbitrage : Björn Kuipers | Stade Maksimir, Zagreb Spectateurs : 22 612 Arbitrage : Björn Kuipers |
| 19 novembre 2013 · 20 h 15 · Historique des rencontres | Pletikosa - Srna , Ćorluka, Šimunić, Pranjić - Perišić, Modrić (Lovren, 90e), Rakitić, Olić (Jelavić, 81e) - Kovačić (Rebić, 75e) - Mandžukić | Équipes |         | Stade Maksimir, Zagreb Spectateurs : 22 612 Arbitrage : Björn Kuipers | Stade Maksimir, Zagreb Spectateurs : 22 612 Arbitrage : Björn Kuipers |

#### Buteurs
| Pos | Joueur          | Club                | Buts |
| --- | --------------- | ------------------- | ---- |
| 1   | Mario Mandžukić | Bayern Munich       | 4    |
| 2   | Eduardo         | Chakhtar Donetsk    | 2    |
| 3   | Vedran Ćorluka  | Lokomotiv Moscou    | 1    |
| 3   | Nikica Jelavić  | Everton             | 1    |
| 3   | Niko Kranjčar   | Queens Park Rangers | 1    |
| 3   | Dejan Lovren    | Southampton         | 1    |
| 3   | Ivica Olić      | VfL Wolfsbourg      | 1    |
| 3   | Ivan Perišić    | VfL Wolfsbourg      | 1    |
| 3   | Ivan Rakitić    | FC Séville          | 1    |
| 3   | Darijo Srna     | Chakhtar Donetsk    | 1    |

### Préparation et sélection
| Match amical                            | Suisse        | 2-2   | Croatie      | AFG Arena Saint-Gall, Suisse                           |                                                        |
| 5 mars 2014 · Historique des rencontres | Drmić 33e 41e | (2-1) | Olić 39e 54e | Arbitrage : Hugo Filipe Ferreira Campos Moreira Miguel | Arbitrage : Hugo Filipe Ferreira Campos Moreira Miguel |
| 5 mars 2014 · Historique des rencontres | Rapport       |       |              | Arbitrage : Hugo Filipe Ferreira Campos Moreira Miguel | Arbitrage : Hugo Filipe Ferreira Campos Moreira Miguel |

| Match amical                            | Croatie         | 2-1   | Mali       | Stade Gradski vrt, Croatie |                        |
| 31 mai 2014 · Historique des rencontres | Perisic 15e 63e | (1-0) | Diarra 79e | Arbitrage : István Vad     | Arbitrage : István Vad |
| 31 mai 2014 · Historique des rencontres | Rapport         |       |            | Arbitrage : István Vad     | Arbitrage : István Vad |

| Match amical                            | Croatie     | 1-0   | Australie | Salvador, Brésil                           |                                            |
| 6 juin 2014 · Historique des rencontres | Jelavić 58e | (0-0) |           | Arbitrage : Francisco Carlos do Nascimento | Arbitrage : Francisco Carlos do Nascimento |

## Effectif
Voici la liste définitive des joueurs sélectionnés par Niko Kovač pour disputer le mondial. Le milieu de terrain Niko Kranjčar est forfait, blessé à la cuisse gauche.
| Numéro / Nom       | Numéro / Nom        | Club              | Date de naissance | J.              | Buts            |                 |                 |                 |
| Gardiens de but    | Gardiens de but     | Gardiens de but   | Gardiens de but   | Gardiens de but | Gardiens de but | Gardiens de but | Gardiens de but | Gardiens de but |
| ------------------ | ------------------- | ----------------- | ----------------- | --------------- | --------------- | --------------- | --------------- | --------------- |
| 1                  | Stipe Pletikosa     | FK Rostov         | 08.01.1979        | 3               | 0               | 0               | 0               | 0               |
| 12                 | Oliver Zelenika     | Lokomotiva Zagreb | 14.05.1993        | 0               | 0               | 0               | 0               | 0               |
| 23                 | Danijel Subašić     | AS Monaco         | 27.10.1984        | 0               | 0               | 0               | 0               | 0               |
| Défenseurs         |                     |                   |                   |                 |                 |                 |                 |                 |
| 2                  | Šime Vrsaljko       | Genoa             | 10.01.1992        | 2               | 0               | 0               | 0               | 0               |
| 3                  | Danijel Pranjić     | Panathinaïkos     | 02.12.1981        | 2               | 0               | 0               | 0               | 0               |
| 5                  | Vedran Ćorluka      | Lokomotiv Moscou  | 05.02.1986        | 3               | 0               | 1               | 0               | 0               |
| 6                  | Dejan Lovren        | Southampton       | 05.07.1989        | 3               | 0               | 1               | 0               | 0               |
| 11                 | Darijo Srna         | Chakhtar Donetsk  | 01.05.1982        | 3               | 0               | 0               | 0               | 0               |
| 13                 | Gordon Schildenfeld | Panathinaïkos     | 18.03.1985        | 0               | 0               | 0               | 0               | 0               |
| 21                 | Domagoj Vida        | Dynamo Kiev       | 29.04.1989        | 0               | 0               | 0               | 0               | 0               |
| Milieux de terrain |                     |                   |                   |                 |                 |                 |                 |                 |
| 4                  | Ivan Perišić        | VfL Wolfsburg     | 02.02.1989        | 3               | 2               | 0               | 0               | 0               |
| 7                  | Ivan Rakitić        | Séville FC        | 10.03.1988        | 3               | 0               | 1               | 0               | 0               |
| 8                  | Ognjen Vukojević    | Dynamo Kiev       | 20.12.1983        | 0               | 0               | 0               | 0               | 0               |
| 10                 | Luka Modrić         | Real Madrid       | 09.09.1985        | 3               | 0               | 0               | 0               | 0               |
| 14                 | Marcelo Brozović    | Dinamo Zagreb     | 16.10.1992        | 1               | 0               | 0               | 0               | 0               |
| 15                 | Milan Badelj        | Hambourg SV       | 25.02.1989        | 0               | 0               | 0               | 0               | 0               |
| 19                 | Sammir              | Getafe            | 23.04.1987        | 1               | 0               | 0               | 0               | 0               |
| 20                 | Mateo Kovačić       | Inter Milan       | 06.05.1994        | 3               | 0               | 0               | 0               | 0               |
| Attaquants         |                     |                   |                   |                 |                 |                 |                 |                 |
| 9                  | Nikica Jelavić      | Hull City         | 27.08.1985        | 2               | 0               | 0               | 0               | 0               |
| 16                 | Ante Rebić          | ACF Fiorentina    | 21.09.1993        | 3               | 0               | 0               | 0               | 1               |
| 17                 | Mario Mandžukić     | Bayern Munich     | 21.05.1986        | 2               | 2               | 0               | 0               | 0               |
| 18                 | Ivica Olić          | VfL Wolfsburg     | 14.09.1979        | 3               | 1               | 0               | 0               | 0               |
| 22                 | Eduardo             | Chakhtar Donetsk  | 25.02.1983        | 1               | 0               | 1               | 0               | 0               |
| Sélectionneur      |                     |                   |                   |                 |                 |                 |                 |                 |
|                    | Niko Kovač          |                   | 15.10.1971        |                 |                 |                 |                 |                 |

## Compétition

### Premier tour
La Croatie fait partie du groupe A de la Coupe du monde de football de 2014, avec le Brésil, le Mexique et le Cameroun.
|   | Équipe   | Pts | J | G | N | P | Bp | Bc | Diff |
| 1 | Brésil   | 7   | 3 | 2 | 1 | 0 | 7  | 2  | 5    |
| 2 | Mexique  | 7   | 3 | 2 | 1 | 0 | 4  | 1  | 3    |
| 3 | Croatie  | 3   | 3 | 1 | 0 | 2 | 6  | 6  | 0    |
| 4 | Cameroun | 0   | 3 | 0 | 0 | 3 | 1  | 9  | -8   |

| J 1 | 12 juin 2014 | Brésil   | 3 - 1 | Croatie  |
| J 1 | 13 juin 2014 | Mexique  | 1 - 0 | Cameroun |
| J 2 | 17 juin 2014 | Brésil   | 0 - 0 | Mexique  |
| J 2 | 18 juin 2014 | Cameroun | 0 - 4 | Croatie  |
| J 3 | 23 juin 2014 | Cameroun | 1 - 4 | Brésil   |
| J 3 | 23 juin 2014 | Croatie  | 1 - 3 | Mexique  |

#### Brésil - Croatie
| Match 1                                                  | Brésil                              | 3 – 1   | Croatie           | Arena Corinthians, São Paulo                                            |                                                                         |
| 12 juin 2014 · 17:00 (UTC-3) · Historique des rencontres | Neymar 29e 71e (pen.) · Oscar 90+1e | (1 – 1) | 11e (csc) Marcelo | Spectateurs : 62 103 · Arbitrage : Yūichi Nishimura · Photos du match · | Spectateurs : 62 103 · Arbitrage : Yūichi Nishimura · Photos du match · |
| 12 juin 2014 · 17:00 (UTC-3) · Historique des rencontres | Rapport                             |         |                   | Spectateurs : 62 103 · Arbitrage : Yūichi Nishimura · Photos du match · | Spectateurs : 62 103 · Arbitrage : Yūichi Nishimura · Photos du match · |

| Brésil | Croatie |

| BRÉSIL :            |    |              |  |     |     |
|                     |    |              |  |     |     |
| Gardien de but      | 12 | Júlio César  |  |     |     |
|                     | 2  | Dani Alves   |  |     |     |
|                     | 3  | Thiago Silva |  |     |     |
|                     | 4  | David Luiz   |  |     |     |
|                     | 6  | Marcelo      |  |     |     |
|                     | 7  | Hulk         |  | 68e |     |
|                     | 8  | Paulinho     |  | 63e |     |
|                     | 9  | Fred         |  |     |     |
|                     | 10 | Neymar       |  | 88e | 27e |
|                     | 11 | Oscar        |  |     |     |
|                     | 17 | Luiz Gustavo |  |     | 88e |
| Remplaçants :       |    |              |  |     |     |
|                     | 18 | Hernanes     |  | 63e |     |
|                     | 20 | Bernard      |  | 68e |     |
|                     | 16 | Ramires      |  | 88e |     |
| Sélectionneur :     |    |              |  |     |     |
| Luiz Felipe Scolari |    |              |  |     |     |

| CROATIE :       |    |                  |  |     |     |
|                 |    |                  |  |     |     |
| Gardien de but  | 1  | Stipe Pletikosa  |  |     |     |
|                 | 2  | Šime Vrsaljko    |  |     |     |
|                 | 4  | Ivan Perišić     |  |     |     |
|                 | 5  | Vedran Ćorluka   |  |     | 65e |
|                 | 6  | Dejan Lovren     |  |     | 69e |
|                 | 7  | Ivan Rakitić     |  |     |     |
|                 | 9  | Nikica Jelavić   |  | 78e |     |
|                 | 10 | Luka Modrić      |  |     |     |
|                 | 11 | Darijo Srna      |  |     |     |
|                 | 18 | Ivica Olić       |  |     |     |
|                 | 20 | Mateo Kovačić    |  | 61e |     |
| Remplaçants :   |    |                  |  |     |     |
|                 | 14 | Marcelo Brozović |  | 61e |     |
|                 | 16 | Ante Rebić       |  | 78e |     |
| Sélectionneur : |    |                  |  |     |     |
| Niko Kovač      |    |                  |  |     |     |

| Assistants : Toru Sagara Toshiyuki Nagi Quatrième arbitre : Alireza Faghani Cinquième arbitre : Hassan Kamranifar Homme du Match : Neymar |

#### Cameroun - Croatie
| Match 18                                                 | Cameroun | 0 - 4   | Croatie                                                     | Arena da Amazônia, Manaus                                            |                                                                      |
| 18 juin 2014 · 18:00 (UTC-4) · Historique des rencontres |          | (0 - 1) | 11e Ivica Olić · 48e Ivan Perišić · 61e 73e Mario Mandžukić | Spectateurs : 39 982 · Arbitrage : Pedro Proença · Photos du match · | Spectateurs : 39 982 · Arbitrage : Pedro Proença · Photos du match · |
| 18 juin 2014 · 18:00 (UTC-4) · Historique des rencontres | Rapport  |         |                                                             | Spectateurs : 39 982 · Arbitrage : Pedro Proença · Photos du match · | Spectateurs : 39 982 · Arbitrage : Pedro Proença · Photos du match · |

| Cameroun | Croatie |

| CAMEROUN :      |    |                          |  |     |     |
|                 |    |                          |  |     |     |
| Gardien de but  | 16 | Charles Itandje          |  |     |     |
|                 | 2  | Benoît Assou-Ekotto      |  |     |     |
|                 | 3  | Nicolas Nkoulou          |  |     |     |
|                 | 6  | Alexandre Song           |  |     | 40e |
|                 | 8  | Benjamin Moukandjo       |  |     |     |
|                 | 10 | Vincent Aboubakar        |  | 70e |     |
|                 | 13 | Eric Maxim Choupo-Moting |  | 75e |     |
|                 | 14 | Aurélien Chedjou         |  | 46e |     |
|                 | 17 | Stéphane Mbia            |  |     |     |
|                 | 18 | Eyong Enoh               |  |     |     |
|                 | 21 | Joël Matip               |  |     |     |
| Remplaçants :   |    |                          |  |     |     |
|                 | 15 | Pierre Webó              |  | 70e |     |
|                 | 20 | Edgar Salli              |  | 75e |     |
|                 | 5  | Dany Nounkeu             |  | 46e |     |
| Sélectionneur : |    |                          |  |     |     |
| Volker Finke    |    |                          |  |     |     |

| CROATIE :       |    |                 |  |     |     |
|                 |    |                 |  |     |     |
| Gardien de but  | 1  | Stipe Pletikosa |  |     |     |
|                 | 3  | Danijel Pranjić |  |     |     |
|                 | 4  | Ivan Perišić    |  | 78e |     |
|                 | 5  | Vedran Ćorluka  |  |     |     |
|                 | 6  | Dejan Lovren    |  |     |     |
|                 | 7  | Ivan Rakitić    |  |     |     |
|                 | 10 | Luka Modrić     |  |     |     |
|                 | 11 | Darijo Srna     |  |     |     |
|                 | 17 | Mario Mandžukić |  |     |     |
|                 | 18 | Ivica Olić      |  | 69e |     |
|                 | 19 | Sammir          |  | 72e |     |
| Remplaçants :   |    |                 |  |     |     |
|                 | 22 | Eduardo         |  | 69e | 89e |
|                 | 20 | Mateo Kovačić   |  | 72e |     |
|                 | 16 | Ante Rebić      |  | 78e |     |
| Sélectionneur : |    |                 |  |     |     |
| Niko Kovač      |    |                 |  |     |     |

| Assistants : Bertinho Cunha Tiago Trigo Quatrième arbitre : Walter Lopez Cinquième arbitre : Leonel Leal Homme du Match : Mario Mandžukić |

#### Croatie - Mexique
| Match 34                                                 | Croatie          | 1 - 3   | Mexique                                                         | Itaipava Arena Pernambuco, São Lourenço da Mata                        |                                                                        |
| 23 juin 2014 · 17:00 (UTC-3) · Historique des rencontres | Ivan Perišić 87e | (0 - 0) | 72e Rafael Márquez · 75e Andrés Guardado · 82e Javier Hernández | Spectateurs : 41 212 · Arbitrage : Ravshan Irmatov · Photos du match · | Spectateurs : 41 212 · Arbitrage : Ravshan Irmatov · Photos du match · |
| 23 juin 2014 · 17:00 (UTC-3) · Historique des rencontres | Rapport          |         |                                                                 | Spectateurs : 41 212 · Arbitrage : Ravshan Irmatov · Photos du match · | Spectateurs : 41 212 · Arbitrage : Ravshan Irmatov · Photos du match · |

| Croatie | Mexique |

| CROATIE :       |    |                 |  |     |     |
|                 |    |                 |  |     |     |
| Gardien de but  | 1  | Stipe Pletikosa |  |     |     |
|                 | 2  | Šime Vrsaljko   |  | 58e |     |
|                 | 3  | Danijel Pranjić |  | 74e |     |
|                 | 4  | Ivan Perišić    |  |     |     |
|                 | 5  | Vedran Ćorluka  |  |     |     |
|                 | 6  | Dejan Lovren    |  |     |     |
|                 | 7  | Ivan Rakitić    |  |     | 9e  |
|                 | 10 | Luka Modrić     |  |     |     |
|                 | 11 | Darijo Srna     |  |     |     |
|                 | 17 | Mario Mandžukić |  |     |     |
|                 | 18 | Ivica Olić      |  | 69e |     |
| Remplaçants :   |    |                 |  |     |     |
|                 | 20 | Mateo Kovačić   |  | 58e |     |
|                 | 9  | Nikica Jelavić  |  | 74e |     |
|                 | 16 | Ante Rebić      |  | 69e | 89e |
| Sélectionneur : |    |                 |  |     |     |
| Niko Kovač      |    |                 |  |     |     |

| MEXIQUE :       |    |                            |  |     |     |
|                 |    |                            |  |     |     |
| Gardien de but  | 13 | Guillermo Ochoa            |  |     |     |
|                 | 2  | Francisco Javier Rodríguez |  |     |     |
|                 | 4  | Rafael Márquez             |  |     | 39e |
|                 | 6  | Héctor Herrera             |  |     |     |
|                 | 7  | Miguel Layún               |  |     |     |
|                 | 10 | Giovani dos Santos         |  | 62e |     |
|                 | 15 | Héctor Moreno              |  |     |     |
|                 | 18 | Andrés Guardado            |  | 84e |     |
|                 | 19 | Oribe Peralta              |  | 79e |     |
|                 | 22 | Paul Aguilar               |  |     |     |
|                 | 23 | José Juan Vázquez          |  |     | 66e |
| Remplaçants :   |    |                            |  |     |     |
|                 | 14 | Javier Hernández           |  | 62e |     |
|                 | 21 | Carlos Peña                |  | 79e |     |
|                 | 8  | Marco Fabián               |  | 84e |     |
| Sélectionneur : |    |                            |  |     |     |
| Miguel Herrera  |    |                            |  |     |     |

| Assistants : Abdukhamidullo Rasulov Bakhadyr Kochkarov Quatrième arbitre : Sidi Alioum Cinquième arbitre : Djibril Camara Homme du Match : Rafael Márquez |

## Statistiques

### Temps de jeu
| Joueur              |          |          |          | TT       | But inscrit | MJ       | MT       | Légende |
| ------------------- | -------- | -------- | -------- | -------- | ----------- | -------- | -------- | --- |
| Gardiens            | Gardiens | Gardiens | Gardiens | Gardiens | Gardiens    | Gardiens | Gardiens | Abréviations et symboles : · TT : Total de minutes jouées · MJ : Nombre de matchs joués · MT : Matchs joués en tant que titulaire · : but · : joueur entré · : joueur remplacé · : capitaine · : carton jaune · : carton rouge |
| Stipe Pletikosa     |          |          |          |          |             |          |          | Abréviations et symboles : · TT : Total de minutes jouées · MJ : Nombre de matchs joués · MT : Matchs joués en tant que titulaire · : but · : joueur entré · : joueur remplacé · : capitaine · : carton jaune · : carton rouge |
| Oliver Zelenika     |          |          |          |          |             |          |          | Abréviations et symboles : · TT : Total de minutes jouées · MJ : Nombre de matchs joués · MT : Matchs joués en tant que titulaire · : but · : joueur entré · : joueur remplacé · : capitaine · : carton jaune · : carton rouge |
| Danijel Subašić     |          |          |          |          |             |          |          | Abréviations et symboles : · TT : Total de minutes jouées · MJ : Nombre de matchs joués · MT : Matchs joués en tant que titulaire · : but · : joueur entré · : joueur remplacé · : capitaine · : carton jaune · : carton rouge |
| Défenseurs          |          |          |          |          |             |          |          | Abréviations et symboles : · TT : Total de minutes jouées · MJ : Nombre de matchs joués · MT : Matchs joués en tant que titulaire · : but · : joueur entré · : joueur remplacé · : capitaine · : carton jaune · : carton rouge |
| Šime Vrsaljko       |          |          |          |          |             |          |          | Abréviations et symboles : · TT : Total de minutes jouées · MJ : Nombre de matchs joués · MT : Matchs joués en tant que titulaire · : but · : joueur entré · : joueur remplacé · : capitaine · : carton jaune · : carton rouge |
| Danijel Pranjić     |          |          |          |          |             |          |          | Abréviations et symboles : · TT : Total de minutes jouées · MJ : Nombre de matchs joués · MT : Matchs joués en tant que titulaire · : but · : joueur entré · : joueur remplacé · : capitaine · : carton jaune · : carton rouge |
| Vedran Ćorluka      |          |          |          |          |             |          |          | Abréviations et symboles : · TT : Total de minutes jouées · MJ : Nombre de matchs joués · MT : Matchs joués en tant que titulaire · : but · : joueur entré · : joueur remplacé · : capitaine · : carton jaune · : carton rouge |
| Dejan Lovren        |          |          |          |          |             |          |          | Abréviations et symboles : · TT : Total de minutes jouées · MJ : Nombre de matchs joués · MT : Matchs joués en tant que titulaire · : but · : joueur entré · : joueur remplacé · : capitaine · : carton jaune · : carton rouge |
| Darijo Srna         |          |          |          |          |             |          |          | Abréviations et symboles : · TT : Total de minutes jouées · MJ : Nombre de matchs joués · MT : Matchs joués en tant que titulaire · : but · : joueur entré · : joueur remplacé · : capitaine · : carton jaune · : carton rouge |
| Gordon Schildenfeld |          |          |          |          |             |          |          | Abréviations et symboles : · TT : Total de minutes jouées · MJ : Nombre de matchs joués · MT : Matchs joués en tant que titulaire · : but · : joueur entré · : joueur remplacé · : capitaine · : carton jaune · : carton rouge |
| Domagoj Vida        |          |          |          |          |             |          |          | Abréviations et symboles : · TT : Total de minutes jouées · MJ : Nombre de matchs joués · MT : Matchs joués en tant que titulaire · : but · : joueur entré · : joueur remplacé · : capitaine · : carton jaune · : carton rouge |
| Milieux             |          |          |          |          |             |          |          | Abréviations et symboles : · TT : Total de minutes jouées · MJ : Nombre de matchs joués · MT : Matchs joués en tant que titulaire · : but · : joueur entré · : joueur remplacé · : capitaine · : carton jaune · : carton rouge |
| Ivan Perišić        |          |          |          |          |             |          |          | Abréviations et symboles : · TT : Total de minutes jouées · MJ : Nombre de matchs joués · MT : Matchs joués en tant que titulaire · : but · : joueur entré · : joueur remplacé · : capitaine · : carton jaune · : carton rouge |
| Ivan Rakitić        |          |          |          |          |             |          |          | Abréviations et symboles : · TT : Total de minutes jouées · MJ : Nombre de matchs joués · MT : Matchs joués en tant que titulaire · : but · : joueur entré · : joueur remplacé · : capitaine · : carton jaune · : carton rouge |
| Ognjen Vukojević    |          |          |          |          |             |          |          | Abréviations et symboles : · TT : Total de minutes jouées · MJ : Nombre de matchs joués · MT : Matchs joués en tant que titulaire · : but · : joueur entré · : joueur remplacé · : capitaine · : carton jaune · : carton rouge |
| Luka Modrić         |          |          |          |          |             |          |          | Abréviations et symboles : · TT : Total de minutes jouées · MJ : Nombre de matchs joués · MT : Matchs joués en tant que titulaire · : but · : joueur entré · : joueur remplacé · : capitaine · : carton jaune · : carton rouge |
| Marcelo Brozović    |          |          |          |          |             |          |          | Abréviations et symboles : · TT : Total de minutes jouées · MJ : Nombre de matchs joués · MT : Matchs joués en tant que titulaire · : but · : joueur entré · : joueur remplacé · : capitaine · : carton jaune · : carton rouge |
| Milan Badelj        |          |          |          |          |             |          |          | Abréviations et symboles : · TT : Total de minutes jouées · MJ : Nombre de matchs joués · MT : Matchs joués en tant que titulaire · : but · : joueur entré · : joueur remplacé · : capitaine · : carton jaune · : carton rouge |
| Sammir              |          |          |          |          |             |          |          | Abréviations et symboles : · TT : Total de minutes jouées · MJ : Nombre de matchs joués · MT : Matchs joués en tant que titulaire · : but · : joueur entré · : joueur remplacé · : capitaine · : carton jaune · : carton rouge |
| Mateo Kovačić       |          |          |          |          |             |          |          | Abréviations et symboles : · TT : Total de minutes jouées · MJ : Nombre de matchs joués · MT : Matchs joués en tant que titulaire · : but · : joueur entré · : joueur remplacé · : capitaine · : carton jaune · : carton rouge |
| Attaquants          |          |          |          |          |             |          |          | Abréviations et symboles : · TT : Total de minutes jouées · MJ : Nombre de matchs joués · MT : Matchs joués en tant que titulaire · : but · : joueur entré · : joueur remplacé · : capitaine · : carton jaune · : carton rouge |
| Nikica Jelavić      |          |          |          |          |             |          |          | Abréviations et symboles : · TT : Total de minutes jouées · MJ : Nombre de matchs joués · MT : Matchs joués en tant que titulaire · : but · : joueur entré · : joueur remplacé · : capitaine · : carton jaune · : carton rouge |
| Ante Rebić          |          |          |          |          |             |          |          | Abréviations et symboles : · TT : Total de minutes jouées · MJ : Nombre de matchs joués · MT : Matchs joués en tant que titulaire · : but · : joueur entré · : joueur remplacé · : capitaine · : carton jaune · : carton rouge |
| Mario Mandžukić     |          |          |          |          |             |          |          | Abréviations et symboles : · TT : Total de minutes jouées · MJ : Nombre de matchs joués · MT : Matchs joués en tant que titulaire · : but · : joueur entré · : joueur remplacé · : capitaine · : carton jaune · : carton rouge |
| Ivica Olić          |          |          |          |          |             |          |          | Abréviations et symboles : · TT : Total de minutes jouées · MJ : Nombre de matchs joués · MT : Matchs joués en tant que titulaire · : but · : joueur entré · : joueur remplacé · : capitaine · : carton jaune · : carton rouge |
| Eduardo             |          |          |          |          |             |          |          | Abréviations et symboles : · TT : Total de minutes jouées · MJ : Nombre de matchs joués · MT : Matchs joués en tant que titulaire · : but · : joueur entré · : joueur remplacé · : capitaine · : carton jaune · : carton rouge |

| Buts | Joueurs | Adversaires |
| ---- | ------- | ----------- |
|      |         |             |
|      |         |             |

| Buts | Joueurs | Adversaires |
| ---- | ------- | ----------- |
|      |         |             |
|      |         |             |